# Chris Andersen
Christopher Claus "Chris" Andersen (Long Beach, California, 7 de julio de 1978) es un exbaloncetista estadounidense que disputó 15 temporadas en la NBA. Mide 2.08 metros y jugaba en la posición de pívot/ala-pívot.

## Trayectoria deportiva

### Inicios
Creció en Iola, Texas. Jugó un año en el instituto de su ciudad, y al no conseguir entrar en la Universidad de Houston, asistió al Blinn College en Brenham (Texas).

### Profesional
Participó en el draft de la NBA de 1999, pero no fue elegido por ningún equipo, por lo que inició un corto periplo como jugador profesional en el Nangang Dragons de la liga china. Un año más tarde, volvió a Estados Unidos. En el 2001 fue seleccionado en el primer puesto del draft de la NBDL (Liga de Baloncesto de Desarrollo Americana) por los Fayetteville Patriots, y ese mismo año fue llamado por los Denver Nuggets, equipo en el que permaneció hasta el 2004, cuando firmó por los New Orleans Hornets donde participó en el concurso de mates de la NBA de 2004, en el cual terminó tercero con 88 puntos y en 2005, que terminó último con 77 puntos tras una serie de continuos fallos que provocaron cambios en las reglas del concurso de mates, limitando el tiempo máximo permitido.
Fue expulsado de la NBA en enero del 2006, tras dar su cuarto positivo en un control antidrogas. En los tres anteriores había sido positivo por marihuana, y en este cuarto por cocaína. El Comisionado de la NBA David Stern, decepcionado, le impuso una sanción de dos años fuera de las canchas de la NBA. 
Al término de su sanción, volvió a la NBA en febrero del 2008 para jugar con los Denver Nuggets. Tras cuatro temporadas en Denver, el 17 de julio de 2012, los Nuggets le cortaron.
En enero de 2013 firmó un contrato por 10 días con los Miami Heat, pasado este tiempo renovó por otros 10 días y finalmente, el 8 de febrero de 2013 firmó por el resto de la temporada. Donde ganó el Campeonato NBA.
Durante su cuarta temporada en Miami, el 16 de febrero de 2016, es traspasado a Memphis Grizzlies en un acuerdo entre tres equipos. En Memphis disputó 20 encuentros hasta final de temporada.
En verano de 2016 el equipo campeón de la NBA Cleveland Cavaliers le ofrecen un contrato, por lo que volvería a coincidir con LeBron James, con quien fuese campeón de la NBA en Miami Heat. El 16 de diciembre de 2016, fue descartado para el resto de la temporada tras sufrir una rotura del ligamento cruzado anterior, que necesitó cirugía. El 13 de febrero es traspasado a Charlotte Hornets, pero es cortado por los Hornets y decide retirarse.

### BIG3
El 23 de marzo de 2018, Andersen firma contrato con la Liga 3x3 BIG3 en el DraftPool, siendo este elegido por el equipo de KILLERS 3S en Primera Ronda.

## Estadísticas de su carrera en la NBA
|  | Denota temporada en la que ganó el Campeonato de la NBA |

### Temporada regular
| Año     | Equipo          | PJ  | PT | MPP  | %TC  | %3P  | %TL  | RPP | APP | ROB | TPP | PPP |
| ------- | --------------- | --- | -- | ---- | ---- | ---- | ---- | --- | --- | --- | --- | --- |
| 2001-02 | Denver          | 24  | 1  | 10.9 | .338 | .000 | .786 | 3.2 | .3  | .3  | 1.2 | 3.0 |
| 2002-03 | Denver          | 59  | 3  | 15.4 | .400 | .000 | .550 | 4.6 | .5  | .5  | 1.0 | 5.2 |
| 2003-04 | Denver          | 71  | 0  | 14.5 | .443 | .000 | .589 | 4.2 | .5  | .5  | 1.6 | 3.4 |
| 2004-05 | New Orleans     | 67  | 2  | 21.3 | .534 | .000 | .689 | 6.1 | 1.1 | .2  | 1.5 | 7.7 |
| 2005-06 | New Orleans/OKC | 32  | 2  | 17.8 | .571 | .000 | .476 | 4.8 | .2  | .3  | 1.3 | 5.0 |
| 2007-08 | New Orleans     | 5   | 0  | 6.8  | .286 | .000 | .500 | 1.8 | .0  | .0  | .8  | 1.2 |
| 2008-09 | Denver          | 71  | 1  | 20.6 | .548 | .200 | .718 | 6.2 | .4  | .6  | 2.5 | 6.4 |
| 2009-10 | Denver          | 76  | 0  | 22.3 | .566 | .000 | .695 | 6.4 | .4  | .6  | 1.9 | 5.9 |
| 2010-11 | Denver          | 45  | 0  | 16.3 | .599 | .000 | .637 | 4.9 | .4  | .5  | 1.3 | 5.6 |
| 2011-12 | Denver          | 32  | 1  | 15.2 | .546 | .000 | .610 | 4.6 | .2  | .6  | 1.4 | 5.3 |
| 2012-13 | Miami           | 42  | 0  | 14.9 | .577 | .667 | .677 | 4.1 | .4  | .4  | 1.0 | 4.9 |
| 2013-14 | Miami           | 72  | 0  | 19.4 | .664 | .250 | .710 | 5.3 | .3  | .4  | 1.3 | 6.6 |
| 2014-15 | Miami           | 60  | 20 | 18.9 | .580 | .308 | .667 | 5.0 | .7  | .4  | 1.0 | 5.3 |
| 2015-16 | Miami           | 7   | 1  | 5.1  | .400 | .400 | .750 | 1.3 | .4  | .1  | .4  | 1.9 |
| 2015-16 | Memphis         | 20  | 14 | 18.3 | .548 | .222 | .688 | 4.5 | .5  | .7  | .5  | 4.6 |
| 2016-17 | Cleveland       | 12  | 0  | 9.5  | .409 | .000 | .714 | 2.6 | .4  | .4  | .6  | 2.3 |
| Total   | Total           | 695 | 45 | 17.7 | .532 | .221 | .654 | 5.0 | .5  | .4  | 1.4 | 5.4 |

#### Playoffs
| Año   | Equipo  | PJ | PT | MPP  | %TC  | %3P  | %TL  | RPP | APP | ROB | TPP | PPP |
| ----- | ------- | -- | -- | ---- | ---- | ---- | ---- | --- | --- | --- | --- | --- |
| 2004  | Denver  | 5  | 0  | 6.8  | .333 | .000 | .000 | 2.8 | .4  | .2  | .4  | 1.2 |
| 2009  | Denver  | 15 | 0  | 21.9 | .630 | .000 | .659 | 6.3 | .6  | .3  | 2.1 | 6.5 |
| 2010  | Denver  | 6  | 0  | 19.3 | .529 | .000 | .643 | 4.5 | .2  | .2  | 1.0 | 4.5 |
| 2011  | Denver  | 5  | 0  | 14.6 | .636 | .000 | .714 | 2.8 | .6  | .6  | 1.4 | 4.8 |
| 2013  | Miami   | 20 | 0  | 15.2 | .807 | .000 | .735 | 3.8 | .2  | .5  | 1.1 | 6.4 |
| 2014  | Miami   | 18 | 0  | 17.6 | .579 | .000 | .684 | 5.9 | .3  | .3  | 1.0 | 5.1 |
| 2016  | Memphis | 4  | 2  | 19.8 | .417 | .000 | .625 | 7.8 | .8  | .5  | 0.8 | 3.8 |
| Total | Total   | 73 | 2  | 17.1 | .631 | .000 | .689 | 5.0 | .4  | .4  | 1.2 | 5.3 |